# Juan Martínez Montañés
Juan Martínez Montañés (Alcalá la Real, 16 marzo 1568 – Siviglia, 18 giugno 1649) è stato uno scultore e pittore spagnolo.

## Biografia
Si formò a Granada con Pablo de Rojas e completò la sua formazione a Siviglia, dove rimase per il resto della sua vita, diventando il principale esponente della Scuola sivigliana di scultura di immagini sacre, ispirata ai principi della Controriforma, che cercò di suscitare sentimenti di pietà e di pentimento tramite l'utilizzo patetico del naturalismo e della declamazione. Le statue raffiguranti il sacro erano considerate come personaggi di una religiosa rappresentazione popolare.
Una delle sue opere più note è il Cristo de la Clemencia, che si trova nella Cattedrale di Siviglia.
Montañés si caratterizzò per sobrietà, energia, per una sensibilità classicheggiante e per qualche elemento rinascimentale italiano.

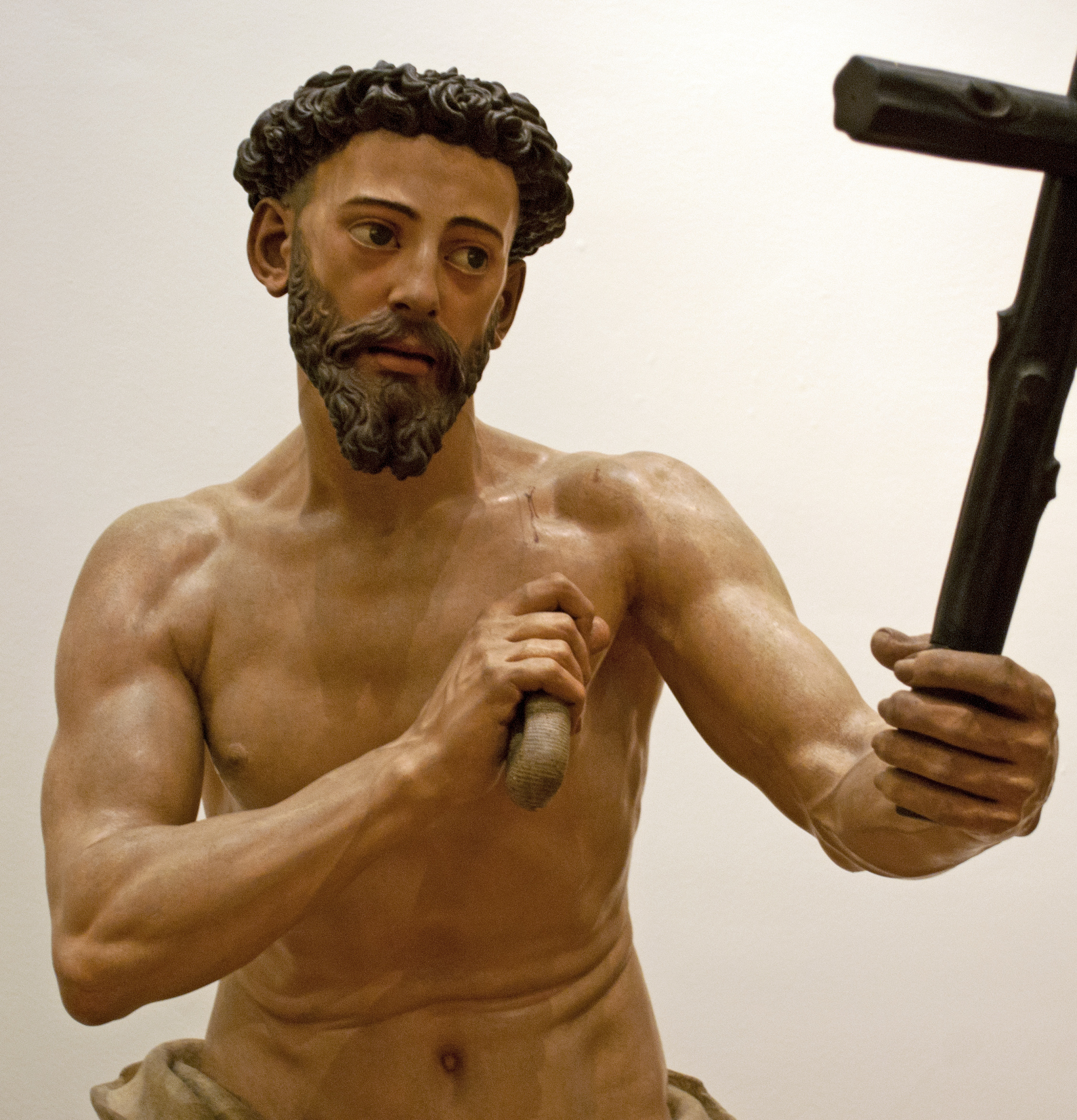
San Domenico (1605) Museo di belle arti di Siviglia
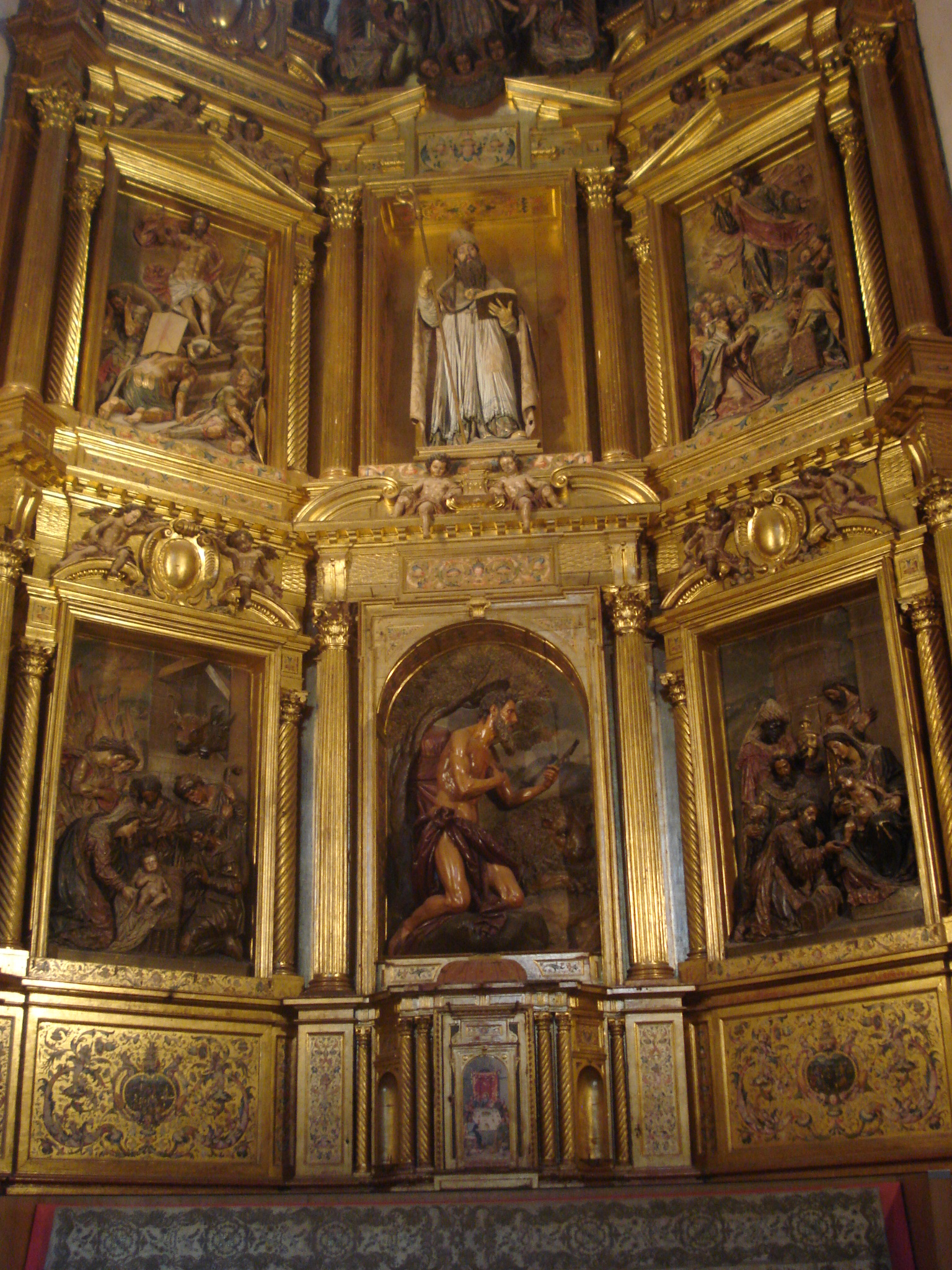
Pala d’altare (Retablo) (1609-1613) Monastero di San Isidoro del Campo Santiponce
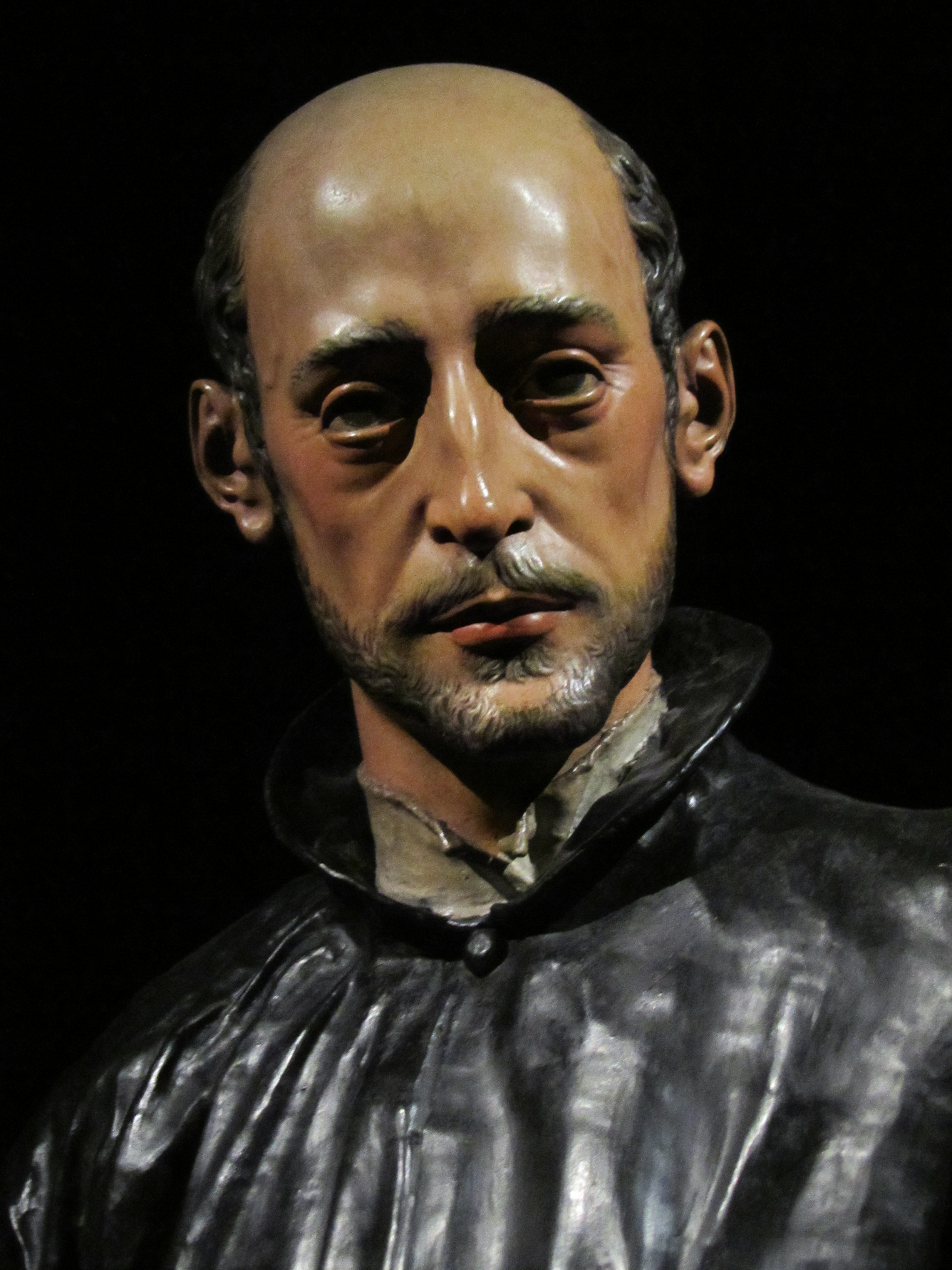
San Francesco Borgia (1624)
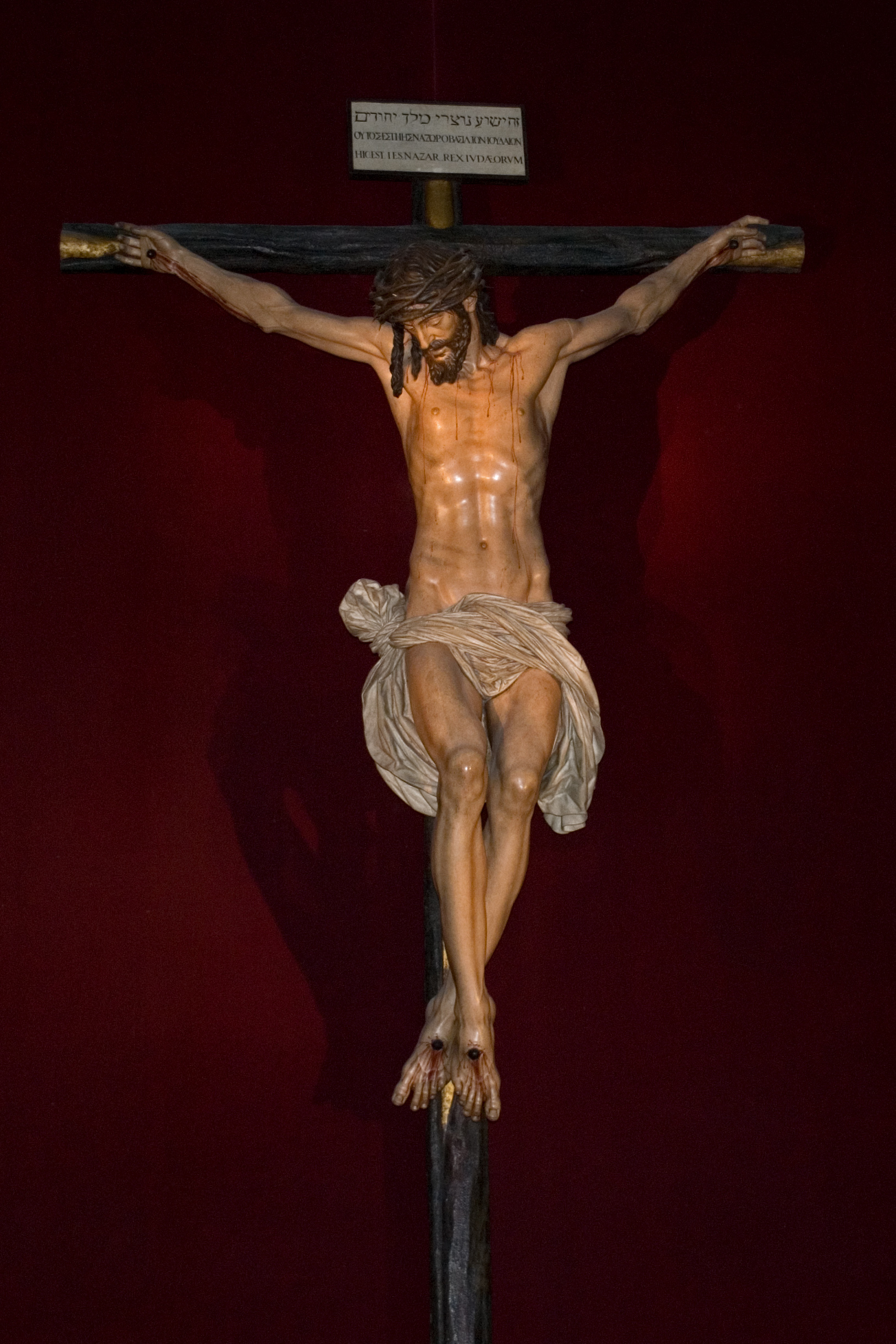
Cristo della misericordia (1603-1604) Cattedrale di Siviglia
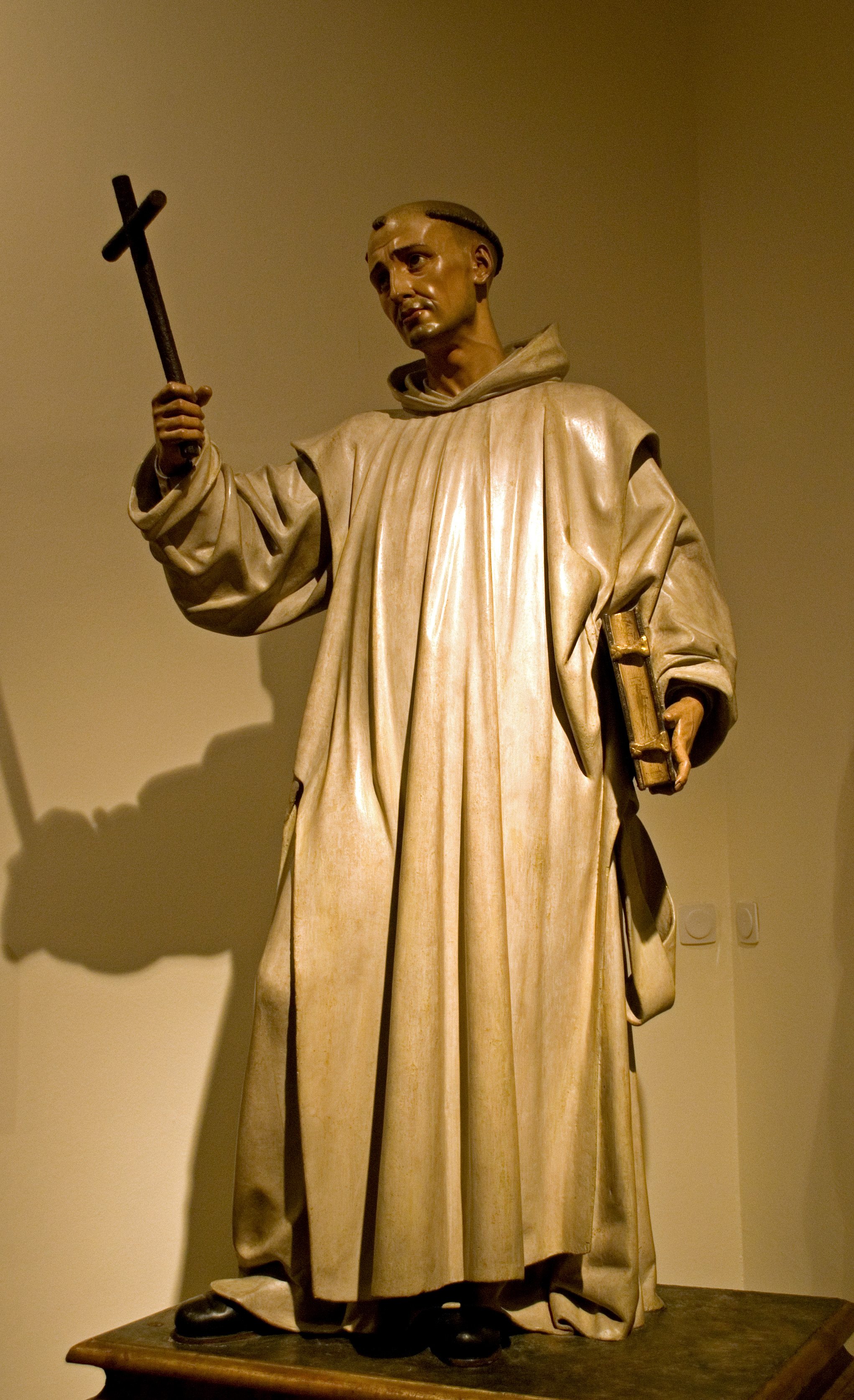
San Bruno (1634) Museo di belle arti di Siviglia